# Gerhard Fischer
Johan Adolf Gerhard Fischer (født 12. juli 1890 i Bergen, død 10. september 1977 i Oslo) var en norsk arkitekt og arkæolog, der var søn af arkitekten Adolph Fischer. Som arkæolog grundlagde han den norske middelalderarkæologi, mens han som arkitekt blandt andet efterlod sig en række stationsbygninger.

## Biografi
Fischer studerede på Bergens tekniske skole, Statens håndverks- og kunstindustriskole i Oslo og Kunstakademiet i København. I 1915 blev han ansat på Ingeniørvåpenets arkitektkontor i Oslo. Her tegnede han blandt andet bygningerne til Trøgstad og Høytorp forter. Fra 1916 til 1926 var han ansat på NSB Arkitektkontor. Her tegnede han blandt andet den nye Notodden Station (1917), Garnes Station (1918), Åneby Station i Nittedal (1919), en række stationer på Numedalsbanen (1919), Ljan Station (1923) og Bekkelaget Station (1923).
I 1917 blev det aktuelt med omfattende byggerier i Sørenga, Loenga og Gamlebyen i Oslo i forbindelse med udvidelsen af Østfoldbanen til dobbeltspor. Det var kendt fra tidligere, at der var mange spor af bygninger fra det gamle Oslo i dette området, men der var ingen ekspertise indenfor middelalderens arkæologi i Norge på det tidspunkt. I stedet havde man hidtil ladet arkitekter i deres egenskab af bygningskyndige om at dokumentere spor af huse og bygninger, som man stødte på ved forskellige større byggerier. Som yngste arkitekt på NSB Arkitektkontor var det Fischer, der fik til opgave at dokumentere fund af bygninger ved de forestående arbejder. I marts 1917 stod Fischer så ude i Gamlebyen og skulle tage sig af noget, der skulle vise at blive en af landets mest omfattende arkæologiske opgaver. Han havde så godt som ingen erfaring indenfor området og måtte lære sig det, alt efter hvad arbejdet bød på. Efterhånden udviklede han sig at blive arkæolog, og han blev med tiden grundlæggeren af norsk middelalderarkæologi.
Fra 1938 til 1960 var Fischer konservator (senere førstekonservator) ved Universitetets Oldsaksamling (nu en del af Kulturhistorisk museum i Oslo). I denne egenskab ledede han en række udgravninger og undersøgelser af middelalderlige bygningsværker, blandt andet Sverresborg, Utstein kloster, Hovedøya kloster, kirke- og klosterruinerne i Ruinparken i Gamlebyen i Oslo, Bergenhus festning, Tunsberghus, Stavanger Domkirke, Erkebispegården og Nidarosdomen.
Fischer var en pioner indenfor den moderne bygningsarkæologi i Norge og opbyggede et fagmiljø, der har ført forskningen videre. Han udgav blandt andet bøgerne Oslo under Eikaberg (1950), Norske kongeborger, bd. 1 (1951), Domkirken i Stavanger (1964) og Domkirken i Trondheim (1965). Han var en af de første modtagere af St. Hallvardsmedaljen i 1956.
Fischer var gift med Dorothea "Tulla" Stoud Platou (født 23. september 1903, død 25. august 1992), der arbejdede meget sammen med sin mand, også med forskning. Hun var mag.art. og uddannet i museumsfag ved Norsk Folkemuseum. Sammen modtog de Fridtjof Nansens belønning for fremragende forskning i 1965 "for deres arkæologiske og antikvariske arbejder, især værket Domkirken i Trondheim – Kirkebygget i middelalderen". Dorothea var datter av fylkesmann Theodor Christian Stoud Platou (1858–1942) og Helene Boe (1874–1957).